# 吉川経光
吉川 経光（きっかわ つねみつ）は、鎌倉時代中期の武士、御家人。吉川氏4代当主。
仁治元年（1240年）、父・吉川朝経が死去。この時の経光の年齢は49歳であり、それ以前に家督を相続していたと思われる。
承久3年（1221年）の承久の乱で鎌倉幕府側として参戦しており、京都の宇治橋の戦いにて戦功を挙げた。本領の駿河国吉河荘、播磨国揖保郡福井荘に加えて、安芸国大朝本荘の地頭職に任ぜられた。
経光の子らが安芸吉川氏、石見吉川氏、播磨吉川氏、駿河吉川氏、境吉川氏の祖となった。